# Kelli Berglund
Kelli Michelle Berglund (Moorpark, California; 9 de febrero de 1996) es una actriz, cantante y bailarina estadounidense. Interpretó a Bree Davenport, una adolescente biónica con super velocidad, en la serie original de Disney XD Lab Rats (2012-2016) y su spin-off, Lab Rats: Elite Force (2016). Protagonizó la película original de Disney Channel How to Build a Better Boy (2014), donde interpreta a Mae Hartley, una joven experta en tecnología que, junto con su mejor amiga, Gabby (interpretada por China Anne McClain) idean un plan para crear el novio ideal. Berglund interpretó a Carly Carson en la serie dramática de televisión de Starz Now Apocalypse (2019). También ha protagonizado dos películas de temática deportiva ambientadas en Australia, Raising the Bar (2016) y Going for Gold (2018). Ella interpreta a Crystal en la serie de televisión dramática de Starz, Heels (2021).

## Carrera profesional

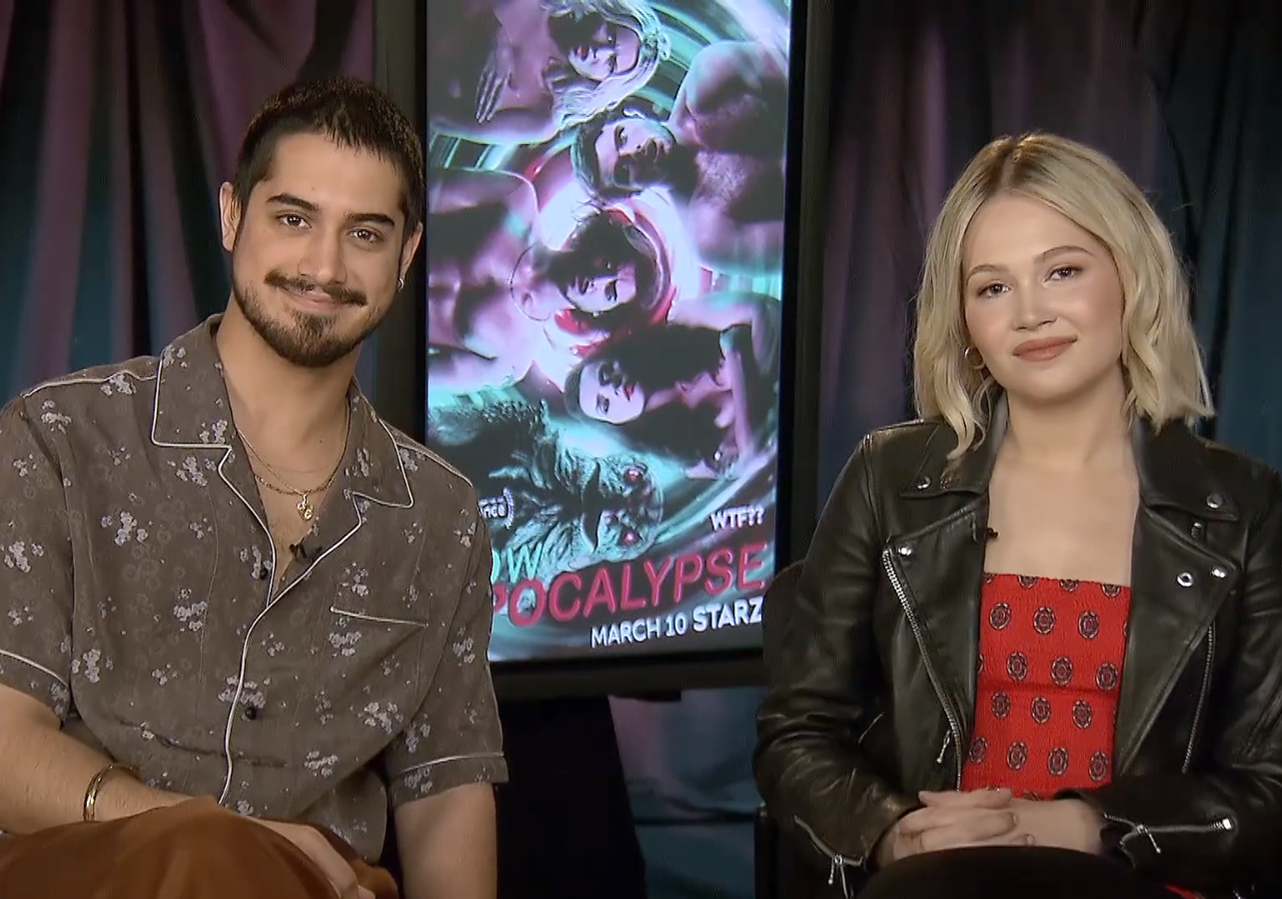
Avan Jogia y Kelli Berglund (Marzo de 2019)

Berglund comenzó su carrera a una edad temprana, apareciendo en la pantalla chica como recurrente en una serie de TLC Hip Hop Harry. Sus apariciones en televisión también incluyen Are You Smarter Than a 5th Grader y America's Next Producer. Berglund también apareció en la película independiente, Bye, Bye Benjamin. Sus créditos comerciales incluyen campañas para Old Navy, Hyundai, Bratz, McDonald's y Mattel, entre otros.
También ha aparecido en campañas publicitarias y modelando para Reebok y Camarillo Academy of Performing Arts. Berglund ha sido galardonada con numerosos premios de danza de la lírica contemporánea, hip-hop, tap y técnicas de jazz. A pesar de que es igual de versátil en este tipo de danza, su estilo favorito es contemporáneo — una mezcla de ballet y jazz.
Berglund interpretó a Bree Davenport, una extrovertida sobrehumana biónica con super velocidad, en la serie original de Disney XD Lab Rats (2012-2016), junto con sus compañeros de reparto Tyrel Jackson Williams, Billy Unger y Spencer Boldman. Bree es uno de los tres hermanos adolescentes biónicos, que intenta navegar en un mundo «normal» de la escuela, amigos y familia, con un fallo biónico ocasional. En 2013, Berglund fue actriz invitada en la serie de Disney XD Kickin' It, donde interpretó a una prodigio de karate llamada Sloane Jennings. En este episodio, su personaje canta «Had Me @ Hello» a dúo con Kim Crawford, interpretado por Olivia Holt. Continuó interpretando a Bree en la serie derivada de Lab Rats, Lab Rats: Elite Force (2016).
A mediados de 2013, Berglund comenzó a trabajar en la película original de Disney Channel, How to Build a Better Boy. La película fue rodada en Toronto, Canadá. Interpreta a Mae Hartley, uno de los dos papeles principales. La película está dirigida por Paul Hoen y se estrenó en agosto de 2014. Ella canta «Something Real» con su coprotagonista China Anne McClain, que fue lanzada el 29 de julio de 2014.
En 2016, Berglund comenzó a trabajar en la próxima película independiente Raising The Bar. La película fue rodada en Australia. Interpreta a Kelly Johnson, una de gimnasta americana.
A principios de 2019, Berglund protagonizó junto a Avan Jogia la serie Now Apocalypse, interpretando el personaje de Carly Carlson. En el mismo año, Berglund interpretó el papel recurrente de Olivia en la cuarta temporada de la serie dramática de televisión Animal Kingdom. Berglund también tuvo un papel menor cuando era adolescente con un disfraz de Billie Eilish en la película de comedia de Netflix de 2020 Hubie Halloween.
Desde agosto de 2021, Berglund interpreta a Crystal Tyler en la serie de Starz, Heels, junto a Stephen Amell y Alexander Ludwig.

## Vida personal
Una nativa de California, Berglund reside en Moorpark, California con sus padres, Mark y Michelle Berglund, y su hermana menor, Kirra. Estudió en el programa de estudio independiente de Moorpark High School. Durante las grabaciones, Berglund con frecuencia debe estar en el estudio. 
En su tiempo libre, le gusta nadar, coreografiar movimientos de baile con su equipo de la secundaria, pasar tiempo con su hermana, editar vídeos, dedicarse a la fotografía y crear películas originales en su computadora. 

## Filmografía
| Año  | Título                         | Rol                  | Notas                           |
| ---- | ------------------------------ | -------------------- | ------------------------------- |
| 2006 | Bye Bye Benjamin               | Birthday Party Guest | Cortometraje                    |
| 2015 | One Night                      | Rachel               |                                 |
| 2016 | Raising the Bar                | Kelly Johnson        |                                 |
| 2018 | Going for Gold                 | Emma                 |                                 |
| 2020 | Hubie Halloween                | Chica Billie Eilish  | Película de transmisión directa |
| 2021 | Cherry                         | Madison Kowalski     | [ 14 ]                          |
| 2021 | Mark, Mary & Some Other People | Bunny                | [ 15 ] [ 16 ]                   |

| Año           | Título                                                  | Rol                 | Notas                                 |
| ------------- | ------------------------------------------------------- | ------------------- | ------------------------------------- |
| 2006-2008     | Hip Hop Harry                                           | Ella misma          | Personaje recurrente                  |
| 2012-2016     | Lab Rats                                                | Bree Davenport      | Elenco principal                      |
| 2013          | Kickin' It                                              | Sloane Jennings     | Episodio: «The New Girl»              |
| 2014          | How to Build a Better Boy                               | Mae Hartley         | Película de televisión                |
| 2016          | Lab Rats: Elite Force                                   | Bree Davenport      | Elenco principal                      |
| 2016          | Dolly Parton's Christmas of Many Colors: Circle of Love | Willadeene Parton   | Película de televisión                |
| 2017          | The Night Shift                                         | Sofia               | Episodios: «Recoil» & «Off the Rails» |
| 2019          | Hell's Kitchen                                          | Ella misma          | Episodio: «An Episode of Firsts»      |
| 2019          | Now Apocalypse                                          | Carly Carlson       | Elenco principal                      |
| 2019          | Fosse/Verdon                                            | Gwen Verdon (joven) | Episodio: «Me and My Baby»            |
| 2019          | Animal Kingdom                                          | Olivia              | Personaje recurrente                  |
| 2019-2021     | The Goldbergs                                           | Ren                 | Personaje recurrente                  |
| 2021-presente | Heels                                                   | Crystal Tyler       | Elenco principal                      |

## Discografía

### Sencillos promocionales
| Título                                    | Año  | Álbum              |
| ----------------------------------------- | ---- | ------------------ |
| «Something Real» (con China Anne McClain) | 2014 | Sencillo sin álbum |

### Otras apariciones
| Título                                                                   | Año  | Álbum              |
| ------------------------------------------------------------------------ | ---- | ------------------ |
| «Do You Want to Build a Snowman?» (entre Disney Channel Circle of Stars) | 2014 | Sencillo sin álbum |